# Chaetodon flavocoronatus
Chaetodon flavocoronatus är en fiskart som beskrevs av Myers, 1980. Chaetodon flavocoronatus ingår i släktet Chaetodon och familjen Chaetodontidae. IUCN kategoriserar arten globalt som livskraftig. Inga underarter finns listade i Catalogue of Life.